# Lukáš Melich
Lukáš Melich (pronúncia: [ˈlukaːʃ ˈmɛlɪx]; Jilemnice, 16 de setembro de 1980) é um lançador de martelo checo. A sua melhor marca pessoal é de 79.36 metros, conquistada em Julho de 2005, na cidade de Turnov.